# Jan Štifter
Jan Štifter (* 17. července 1984, České Budějovice) je český novinář a spisovatel. Vystudoval kulturní dějiny na Fakultě filozofické Univerzity Pardubice. Jeho profesorkou byla historička Milena Lenderová. Pracoval v redakcích Mladé fronty DNES a Lidových novin, působil jako šéfredaktor týdeníku Sedmička. Jeho aktivity a dílo jsou zaměřeny na jihočeský region, zejména na Novohradsko, Trhové Sviny a okolí. Je šéfredaktorem čtvrtletníku Barbar!, lifestylového magazínu, který založil v roce 2013. Je iniciátorem a organizátorem literárního festivalu Svinenské čtení, který založil v roce 2021. Náplní festivalu jsou autorská čtení českých spisovatelů a povídání s přítomnými autory na venkovních posezeních v Trhových Svinech. Akce se koná každoročně vždy v posledním červencovém týdnu. Dalším jeho projektem je Svinenské století, v jehož rámci mapuje osudy pamětníků v Trhových Svinech a okolí
Dlouhodobě spolupracuje s Institutem pro památky a kulturu a s Českým rozhlasem České Budějovice, pro který píše povídky. V rozhlase byla načtena na pokračování jeho nejúspěšnější novela Café Groll. Ta se dočkala zpracování také na půdě Jihočeského divadla (premiéra v prosinci 2020). Román Sběratel sněhu, oceněný cenou čtenářů v literární ceně Česká kniha 2019 se dočkal polského překladu.
Žije v Českých Budějovicích a s manželkou Evou má čtyři děti.

## Dílo
- Kathy. České Budějovice: Pikador Books, 2014. 92 s. ISBN 978-80-905879-0-8.
- Café Groll. České Budějovice: Pikador Books, 2016. 134 s. ISBN 978-80-905879-2-2.
- Oči Doudlebska – příběh Karla Hlubučka (1905–1968). [s.l.]: Jan Štifter, 2018. 151 s. ISBN 978-80-906857-2-7.
- Sběratel sněhu. Praha: Vyšehrad, 2018. 295 s. ISBN 978-80-7429-984-1.
  - Vydáno i jako audiokniha. Recenze na webu iLiteratura[5]
  - v roce 2023 vyšlo v polském překladu:  Kolekcjoner śniegu. Překlad Anna Radwan-Żbikowska. Wrocław: Książkowe Klimaty, 2023. 259 s. ISBN 978-83-66505-50-6.
- Diář z Novohradských hor: Nové Hrady, Besednice, Benešov nad Černou, Trhové Sviny, Olešnice, Petříkov, Kaplice, Dolní Dvořiště, Horní Stropnice, Kamenná.: České Budějovice: Jan Štifter 2019. 106 nečíslovaných s. ISBN 978-80-906857-6-5
- Doudlebsko den za dnem: Borovany - Trhové Sviny - Doudleby - Čížkrajice - Římov - Velešín - Ločenice - Ledenice - Svatý Jan - Plav. České Budějovice: Jan Štifter, [2020]. 106 nečíslovaných s. ISBN 978-80-906857-5-8.
- Lipensko den za dnem. České Budějovice: Jan Štifter, [2021]. 110 nečíslovaných stran. ISBN 978-80-906857-8-9.
- Trhové Sviny zbožné hříšné. Trhové Sviny: Město Trhové Sviny, [2021]. 36 nečíslovaných stran
- Světlo z Pauliny. [s.l.]: Vyšehrad, 2020. 176 s. ISBN 978-80-7601-281-3.[6]
- Paví hody. [s.l.]: Vyšehrad, 2022. 320 s. ISBN 978-80-7601-676-7.
- Svinenské století. České Budějovice: Jan Štifter ... pro město Trhové Sviny, [2022]. 191 stran. ISBN 978-80-908-398-2-3.
- Já tě musím uškrtiti: hříšní lidé města Trhové Sviny na přelomu 19. a 20. století. České Budějovice: Jan Štifter, 2022. 135 stran. ISBN 978-80-908398-1-6.
- Svinenské století. II. České Budějovice. Jan Štifter pro město Trhové Sviny, 2024. ISBN 978-80-908398-4-7
- Krajina roztavených zvonů. nakladatelství Vyšehrad (edice Tvář), 2024. ISBN 978-80-7601-946-1
- Za tichem: Novohradské hory. V Praze: Motto 2024. 137 s. ISBN 978-80-267-2638-8